# 金山店镇
金山店镇，是中华人民共和国湖北省黃石市大冶市下辖的一个乡镇级行政单位。

## 行政区划
金山店镇下辖以下地区：
新村社区、土桥村、马坪村、向阳村、山下村、火石村、白合村、梅山村、龙口村、马龙村、长山村、永丰村、燕山村、锡山村、仙山村、伏三村、白云村、车桥村、新楼村、祝山村、红卫村、朝阳村和仕秦村。